# Grand dialogue national
Pour les articles homonymes, voir GDN.
Le Grand dialogue national (GDN ; en anglais : Major National Dialogue) est un évènement politique qui se déroule du 30 septembre au 4 octobre 2019 à Yaoundé au Cameroun, visant à résoudre la crise anglophone. 

## Contexte
Depuis novembre 2016, les régions anglophones du Nord-Ouest et du Sud-Ouest du Cameroun sont confrontées à une grave crise socio-politique. Fin 2017, la situation dégénère en conflit armé entre les forces gouvernementales et des séparatistes qui luttent pour la création d'un État indépendant. En 2019, les combats et les atrocités commises par les deux camps font plus de 2 000 morts, selon Human Rights Watch (HRW), et poussent plus de 530 000 personnes à fuir leur domicile, selon l'ONU.

## Prélude
Le 10 septembre 2019, le président Paul Biya annonce la convocation d'une vaste consultation nationale sur le conflit. Le chef d'État indique que le Premier ministre Joseph Dion Ngute mènera de « larges consultations » et « des délégations (iront) dans les prochains jours à la rencontre de la diaspora ». Mi-septembre 2019, le gouvernement camerounais invite seize leaders séparatistes exilés à participer à l'évènement. Parmi eux, Ebenezer Akwanga et Lucas Ayaba Cho, qui ont tous les deux refusés de participer. 

## Déroulement

### 30 septembre
Le Grand dialogue national s'ouvre à Yaoundé. Une vingtaine de jeunes ex-séparatistes, vetûs aux couleurs du drapeau camerounais montent sur scène pour souligner « la marginalisation dont [ils sont] victimes sur [leurs] propres terres ». Le Premier ministre Joseph Dion Ngute propose aux participants d'être « de véritables artisans de la paix », qualifiant de « pas insolubles » les « préoccupations » qui opposent les deux parties.

### 1eroctobre
La question de la forme de l'État est évoquée et fait débat entre partisans du fédéralisme et ceux de la décentralisation. 

### 3 octobre
Le président Paul Biya ordonne la libération de 333 détenus liés à la crise anglophone. L'annonce est faite par le Premier ministre Joseph Dion Ngute au Palais des congrès de Yaoundé. Les participants du GDN recommandent qu'un « statut spécial » soit octroyé aux régions anglophones. 

### 4 octobre
L'évènement se clôture avec une réaffirmation de la décentralisation et l'octroi d'un statut spécial aux régions anglophones.

## Réactions internationales

### Organisations internationales
- ONU : Le 11 septembre 2019, le secrétaire général de l'ONU, António Guterres salue l'annonce du Grand dialogue national et « encourage le gouvernement camerounais à veiller à ce que le processus soit inclusif et réponde aux défis auxquels le pays est confronté »[2]. Le 6 décembre 2019, lors d'une session du Conseil de sécurité, le chef du Bureau régional de l'ONU pour l'Afrique centrale (UNOCA) François Lounceny Fall souligne que la mise en œuvre rapide des recommandations du Grand dialogue national pourrait contribuer de manière significative à résoudre la crise politique et humanitaire dans les régions anglophones[9].
- Commonwealth : Le 11 septembre 2019, la secrétaire général du Commonwealth Patricia Scotland déclare : « J'encourage un processus qui bénéficiera de la confiance de toutes les parties et qui s'attaquera aux causes profondes de la crise afin d'instaurer une paix durable. Le Commonwealth est prêt à apporter son aide et j'appelle toutes les parties à participer pleinement au processus. Les habitants des régions du nord-ouest et du sud-ouest, les enfants en particulier, méritent de retrouver une vie normale, à l'abri de la peur et des violations flagrantes des droits de l'homme et des atrocités perpétrées par les parties au conflit, y compris les groupes armés »[10].
- Union africaine : Le 11 septembre 2019, la porte-parole du président de la Commission Ebba Kalondo déclare : « Le Président de la Commission de l'Union africaine, Moussa Faki Mahamat, salue l'engagement du Président de la République du Cameroun, S.E. Paul Biya, à organiser un dialogue national pour résoudre la crise dans les deux régions anglophones du pays. Il encourage et appelle toutes les parties prenantes camerounaises, y compris la diaspora et les groupes armés, à prendre part à ce dialogue national et à saisir cette occasion pour discuter des causes profondes de cette crise. Le Président réitère la disponibilité de la Commission de l'Union africaine à soutenir le Cameroun dans la recherche d'une solution consensuelle et durable pour préserver l'unité et l'intégrité du Cameroun »[10].

### États
- France :  Le 12 septembre 2019, la porte-parole du ministère de l'Europe et des Affaires étrangères, Agnès von der Mühll, déclare : « La France souhaite que ce dialogue, dont l'annonce est positive, permette une large concertation entre Camerounais et ouvre la voie à une résolution politique de la crise dans les régions du Nord-Ouest et du Sud-Ouest ». Elle ajoute que Paris « réitère sa condamnation du recours à toute forme de violence» et souligne son attachement au dialogue et à la libre expression des différentes sensibilités politiques »[11].
- Vatican : Le 29 septembre 2019, le pape François déclare : « Me sentant proche des souffrances et des espoirs du peuple camerounais bien-aimé, j'invite chacun à prier pour que ce dialogue soit fructueux et aboutisse à des solutions de paix juste et durable, au bénéfice de tous »[12].

## Conséquences
Le 13 décembre 2019, l'Assemblée nationale se réunie en session extraordinaire afin d'adopter d'ici la fin de l’année un projet de loi sur la décentralisation, dont le statut spécial aux régions anglophones.  
En avril 2020, le gouvernement camerounais lance le Plan de reconstruction et de développement des régions du Nord-Ouest et du Sud-Ouest (PPRD-NO/SO) afin de permettre la réhabilitation des infrastructures et le développement socio-économique de ces régions. 